# كوكو نو هيتو
كوكو نو هيتو (باليابانية: 孤高の人، بالروماجي: Kokou no Hito) تعني المتسلق
هي سلسلة مانغا يابانية من تأليف شينيتشي ساكاموتو ويوشيرو نابيدا، ورسم شينيتشي ساكاموتو، مقتبسة من رواية لجيرو نيتا. نشرت المانغا من قبل شوئيشا في مجلة يونغ جمب الأسبوعية، من عام 2007 حتى عام 2012، وتكونت من 17 مجلد. فاز المانغا بجائزة التميز في قسم المانغا في عام 2010 في مهرجان الفنون الإعلامية اليابانية. وفازت أيضًا بجائزة أفضل مانغا سينن في جوائز Prix Mangawa لعام 2011.

## القصة
تدور أحداث القصة عن موري بونتارو هو شخص انعزالي، في أول يوم في مدرسته الجديدة، يضطر إلى تسلق حائط المدرسة ليسكت شخصا يزعجه، رفم معرفته ان خطوة واحدة قد تؤدي إلى موته، يستمر في التسلق وعندما يصل إلى القمة احس بشعور رائع ورغبة ملحة في التسلق، ومن هنا يولد حب التسلق في نفس موري وتبدا مسيرته لتعلم التسلق.

## وصلات خارجية
- كوكو نو هيتو على موقع ANN manga (الإنجليزية)